# Slitscan
Ne doit pas être confondu avec Slit-scan.

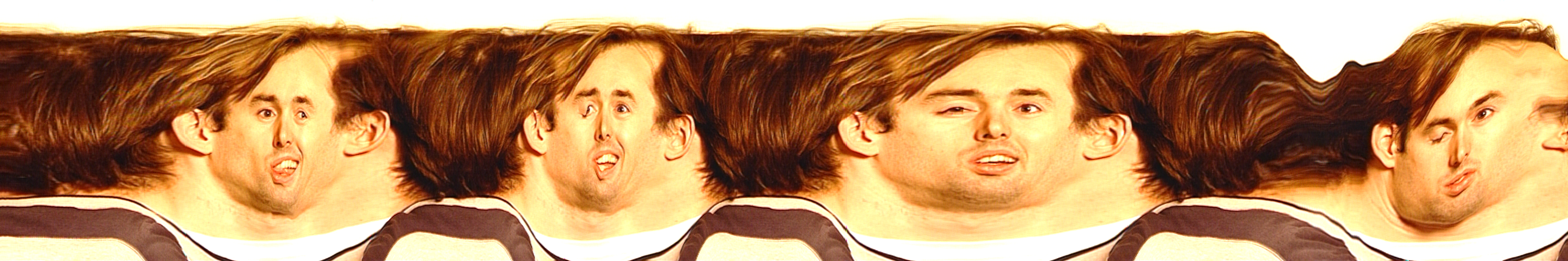
Exemple d'image en Slitscan

Le slitscan est une technique visuelle pour créer des images statiques représentant de phénomènes temporels.
Avec un film photographique classique, le slitscan est créé en exposant le film et en le faisant glisser devant l'ouverture. Avec le numérique, le slitscan est extrait d'une séquence vidéo. 
Les premiers slitscan datent de 1960 avec les travaux de George Silk,. De nombreux artistes ont utilisé cette technique depuis le milieu des années 80 comme Pipilotti Rist en 1986 ou Zbig Rybczynski en 1988.